# Шарипов, Азат Амирович
Азат Амирович Шарипов (род. 1 июля 1978, Уфа) — российский хоккеист, нападающий, тренер.

## Биография
Воспитанник «Салавата Юлаева», тренер Мурдускин, Роберт Александрович. На молодёжном уровне также играл за челябинский «Трактор» (1994/95, 1995/96). Начинал играть в команде высшей лиги «Новойл» (1994/95 — 1996/97). В рамках прохождения армейской службы выступал за ЦСК ВВС-2 Самара (1996/97 — 1998/99), также провёл семь матчей за «Нефтяник» Лениногорск (1997/98). Перед сезоном 1998/99 заключил контракт с ХК «Липецк», но ЦСК ВВС и «Салават Юлаев» не договорились с клубом. В дальнейшем играл за «Салават Юлаев» (1998/99 — 2000/01, 2004/05 — 2005/06), «Новойл» (1998/99), «Нефтяник» и «Нефтяник-2» (Альметьевск, 2001/02), «Ижсталь» и «Ижсталь-2» (2001/02 — 2002/03), «Янтарь» Северск (2002/03), «Кедр» Новоуральск (2003/04), «Торос» Нефтекамск (2006/07 — 2008/09), «Ариада-Акпарс» Волжск (2009/10), «Юрматы» Салават (2010/11), «Липецк» (2011/12) и «Брянск» (2012/13).
По состоянию на 2011 год — жена Эльвира, дизайнер. Дочь Элина — гимнастка, теннисистка.
Тренер в школе «Салавата Юлаева» (2016—2019). Тренер команды ЮХЛ «Салават Юлаев» (2019—2020). Тренер в школах «Орлан» (Стерлитамак, 2020—2024), «Торос» (с 2024).